# SS Prins Willem II
«Принц Виллем II» (нидерл. «SS Prins Willem II») — нидерландский грузопассажирский пароход, построенный в 1890 году для судоходной компании «Koninklijke West-Indische Maildienst» из Амстердама. 
Судно пропало без вести в 1910 году на рейсе «Амстердам — Парамарибо», на его борту находилось 39 членов экипажа и 15 пассажиров, среди которых был один из основателей футбольного клуба «Аякс» Флорис Стемпел.

## История

### Строительство
Лайнер был построен в 1890 года на амстердамской судостроительной верфи «Koninklijke Fabriek Van Stoom En Andere Werktuigen».

### Служба
Построенный как грузовое судно, «Принц Виллем II» осуществлял  доставку грузов, курсируя между Нидерландами и Восточной Индией.

### Гибель
В пятницу, 21 января 1910 года, теплоход «Принц Виллем II» вышел из порта Амстердама и направился в Парамарибо, куда должен был прийти 8 февраля. Спустя два дня, 23 января, судно достигло острова Уэссан, после чего пропало без вести.
В назначенный день судно не прибыло в порт, его также не было на Мадейре. Из телеграммы:

Дирекция «Koninklijke West-Indische Maildienst» заявляет, что нет никаких причин для беспокойства, а длительное отсутствие судна списывается на плохую погоду на оставшейся части пути.

8 марта 1910 года, на берегу острова Бель-Иль, и на западном побережье Франции в Сен-Назере, были найдены вещи с «Принца Виллема II» (спасательный круг, вёсла, канистра с лаком). Этого было достаточным доказательством того, что корабль затонул в европейских водах.
Компания «Dutch West Indies Line» объявила, что судно, вероятно, затонуло у берегов Франции в период с 23 по 29 января со всеми членами экипажа и пассажирами на борту.

## Члены экипажа
Среди членов экипажа в основном были жители Амстердама, тогда как матросы были с острова Амеланд. 
- капитан: Йохан Виллем ван Слотен[7] (нидерл. Johan Willem van Slooten) — 32 года, родился в Харлингене, был женат и имел ребёнка, проживал в Леувардене[8].
- 1-й офицер: Виллем Клазес де Грот (нидерл. Willem Klazes de Groot) — 31 год, родился и проживал в деревне Аккрюм[9].
- 2-й офицер: Хейнрих Освалд Фридрих (нидерл. Heinrich Oswald Friedrich) — 24 года, родился в проживал в Амстердаме[10].
- 3-й офицер: J.C.G. Jongman — проживал в Амстердаме.
- 1-й машинист: A. de Weger (или Weijer) — проживал в Бюссюме.
- 2-й машинист: Франсискус Леонардус Келдерс (нидерл. Franciscus Leonardus Kelders) — 33 года, родился и проживал в Амстердаме[11].
- 3-й машинист: M. Kersloot (или Versloot) — проживал в Амстердаме.
- 4-й машинист: R. Meijer — проживал в Амстердаме.
- врач: L. Vrind — проживал в Гаагге.
- стюард: F. v.d. Ben — проживал в Гааге.
- 2-й стюард: A. van Leiden — проживал в Амстердаме.
- linnenjuffrouw: C.M. Buysman — проживал в Амстердаме.
- шеф-кок: J. Noordenbos — проживал в Амстердаме.
- 2-й кок: Йоханн Хейнрих Йозеф Фауллойс (нидерл. Johann Heinrich Joseph Foullois) — 38 лет, родился и проживал в Амстердаме[12].
- младший кок: Дельфинсио Эрнандес (исп. Delfincio Hernandez) — проживал на Кюрасао[13].
- bediende 2e kl.: Герман Хендринюс Люгтен (нидерл. Herman Hendrinus Lugten) — 24 года, родился в Ньивер-Амстеле, проживал в Амстердаме[14].
- bediende salon: M.J. Pothuys — проживал в Харлеме.
- управляющий кают-компанией: Карел Мишел Татгенхорст (нидерл. Karel Michel Tatgenhorst) — 25 лет, родился и проживал в Амстердаме[15].
- управляющий кладовой: Мануэль Эрнандес (исп. Manuel Hernandez) — проживал на Кюрасао[13].
- боцман: (W.H. van Leeuwen) — проживал в Амстердаме.
- плотник: Луи Бисбраук (нидерл. Louis Biesbrouck) — 24 года, проживал в Харлеме[16].
- фонарщик: D. Lepplaa (или Lippla) — проживал в Амстердаме.
- матросы: 
  - Дауве Рода (нидерл. Douwe Roda) — 55 лет, родился и проживал на Терсхеллинге, был женат и имел пятерых детей.
  - Герит Хофкер (нидерл. Gerrit Hofker) — 30 лет, родился и проживал в деревне Нес на острове Амеланд, был дважды женат[17].
  - Сипке Вибенга (нидерл. Sipke Wiebenga) — 25 лет, родился и проживал в деревне Нес на острове Амеланд, был женат[18].
  - Ян Спарриус (нидерл. Jan Sparrius) — 22 года, родился и проживал в деревне Холлюм на острове Амеланд.
  - Варнер Баккер (нидерл. Warner Bakker) — 19 лет, родился и проживал в деревне Нес на острове Амеланд.
  - C.K. Kuyper — проживал в Амстердаме.
- матросы 2-го класса: 
  - T. Vogelzang — проживал в Амстердаме.
  - Шурд Постма (нидерл. Sjoerd Postma) — родился и проживал в деревне Нес на острове Амеланд.
- техник: J.P. de Vries — проживал в Амстердаме.
- 1-й кочегар: Йозеф ван Эйтер (нидерл. Josef van Uiter) — проживал на Кюрасао[13].
- 1-й кочегар: Йоханс Роэйер (нидерл. Johans Rooijer) — проживал на Кюрасао[13].
- 2-й кочегар: Ян де Йонг (нидерл. Jan de Jong) — проживал в Амстердаме.
- 2-й кочегар: Люсьен Форнье (фр. Lucien Fornier) — проживал на Кюрасао[13].
- 2-й кочегар: Пабло Куалес (исп. Pablo Quales) — проживал на Кюрасао[13].
- tremmer: 
  - Джон Лакер (нидерл. John Laker) — проживал на Кюрасао[13].
  - Исак Крипс (нидерл. Isaac Krips) — проживал на Кюрасао[13].
  - O. Koeiman — проживал на Кюрасао.

## Пассажиры последнего рейса
На судне было 15 пассажиров, среди которых было трое детей.
- S.D.F.Th. Bont — проживал в Хилверсюме.
- Н. Й. Бейл (N. J. Bijl) с женой и тремя детьми — проживали в Апелдорне.
- А. ван Крегтен (A. van Kregten) — проживал в Амстердаме.
- Флорис Стемпел (Floris Stempel) — бизнесмен, проживал в Амстердаме.
- Х. Хёфельман (H. Hövelmann) — проживал в немецком городе Везель.
- Ф. Фоглер (F. Vogler) — проживал в немецком городе Гамбург.
- Й. ван Раденбах (J. van Radenbach) — проживал в немецком городе Гамбург.
- Э. Райхель (E. Reichel) — проживал в немецком городе Хернхут.
- В. Н. Севеноакс (W. N. Sevenoaks) с женой — врач, проживали в Суринаме.
- Р. К. Тайсон (R. C. Tyson) — инженер, проживал в шотландском Глазго.